# Cerano (Piëmont)
Cerano is een gemeente in de Italiaanse provincie Novara (regio Piëmont) en telt 6792 inwoners (31-12-2004). De oppervlakte bedraagt 32,1 km², de bevolkingsdichtheid is 212 inwoners per km².

## Demografie
Cerano telt ongeveer 2798 huishoudens. Het aantal inwoners daalde in de periode 1991-2001 met 5,7% volgens cijfers uit de tienjaarlijkse volkstellingen van ISTAT.
| Jaar | Inwoneraantal |
| ---- | ------------- |
| 1991 | 7070          |
| 2001 | 6665          |

## Geografie
De gemeente ligt op ongeveer 134 m boven zeeniveau.
Cerano grenst aan de volgende gemeenten: Abbiategrasso (MI), Boffalora sopra Ticino (MI), Cassolnovo (PV), Magenta (MI), Robecco sul Naviglio (MI), Sozzago, Trecate.